# هولا (النرويج)
هولا (بالنرويجية: Hole)‏ هي إِحدى بلدات مُحافَظة بوسكرود شماليّ غرب العاصِمة أُوسلُو، مملكة النُروِيج. وتبلُغ مِساحتها حوالي (193 كم²)، ويصلُّ عدد سُكّانها نحوِ 6768 نَسَمَة.

## صور

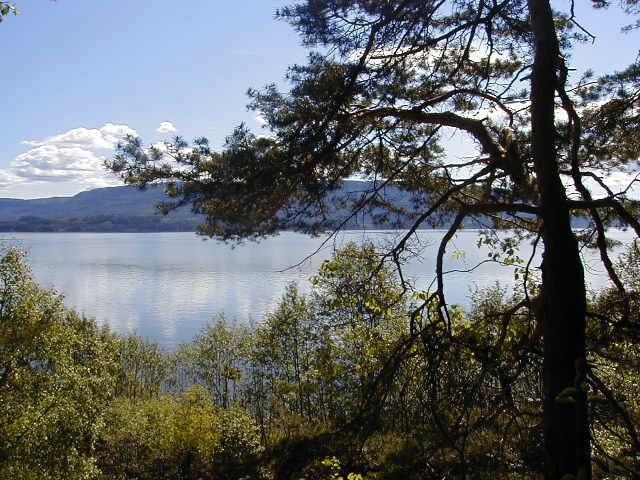
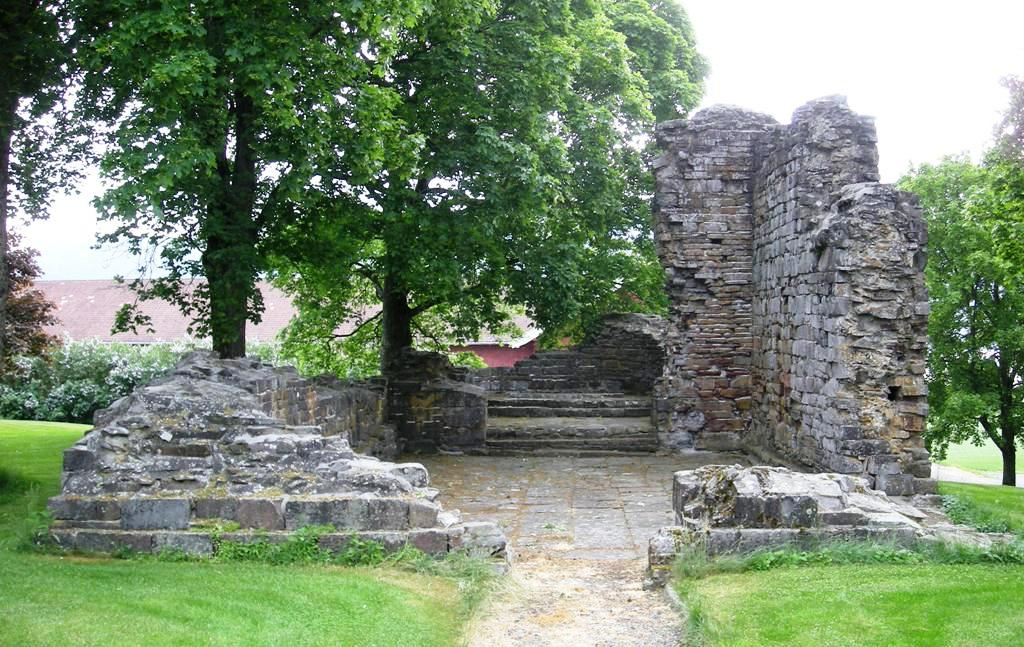
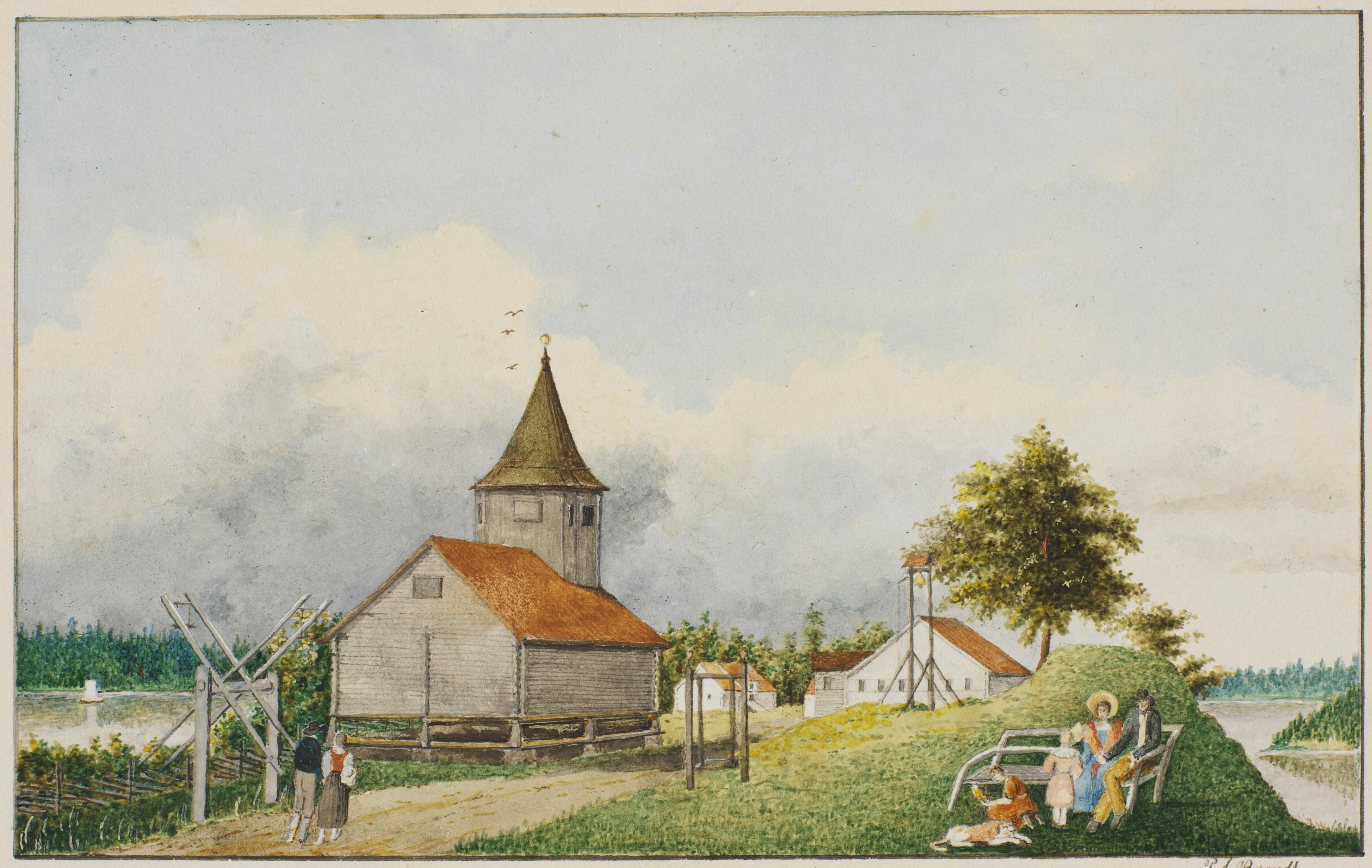

## أعلام
- جبريل راش
- كينيث دي فيتا جنسن
- يورغن مو

## روابط خارجية
- الموقع الرسميّ (باللُغة النُروِيجية).
- المَوسُوعةُ النُروِيجية الكُبرى (باللُغة النُروِيجية).